# Рудник Габанінта
Рудник Габанінта – колишній гірничодобувний майданчик на заході Австралії. 
З 1987 по 1991 роки розробку Габанінта (Gabanintha) здійснювала Dominion Mining Limited, що змогла отримати звідси 4,8 тонни золота. 
Роботи вели відкритим способом за допомогою ряду невеликих кар’єрів – «Kavanagh», «Yagahong», «Terrels», «Canterbery», а також зовсім малих «Canterbery South», «Tumblegum» та «Yagahong North». 
Є відомості, що збагачувальне обладнання з Габанінта у 1991-му перемістили на рудник Баннокберн, після чого залишки руди  Габанінта почали возити автотранспортом на збагачувальну фабрику Паддіз-Флет.